# NGC 7537
NGC 7537 ist eine Spiralgalaxie mit ausgedehnten Sternentstehungsgebieten vom Hubble-Typ Sbc im Sternbild Fische auf der Ekliptik. Sie ist schätzungsweise 126 Millionen Lichtjahre von der Milchstraße entfernt und hat einen Durchmesser von etwa 75.000 Lichtjahren. Gemeinsam mit NGC 7541 bildet sie das isolierte und gravitativ gebundene Galaxienpaar KPG 578 oder Holm 805.
Die Typ-II-Supernova SN 2002gd wurde hier beobachtet.

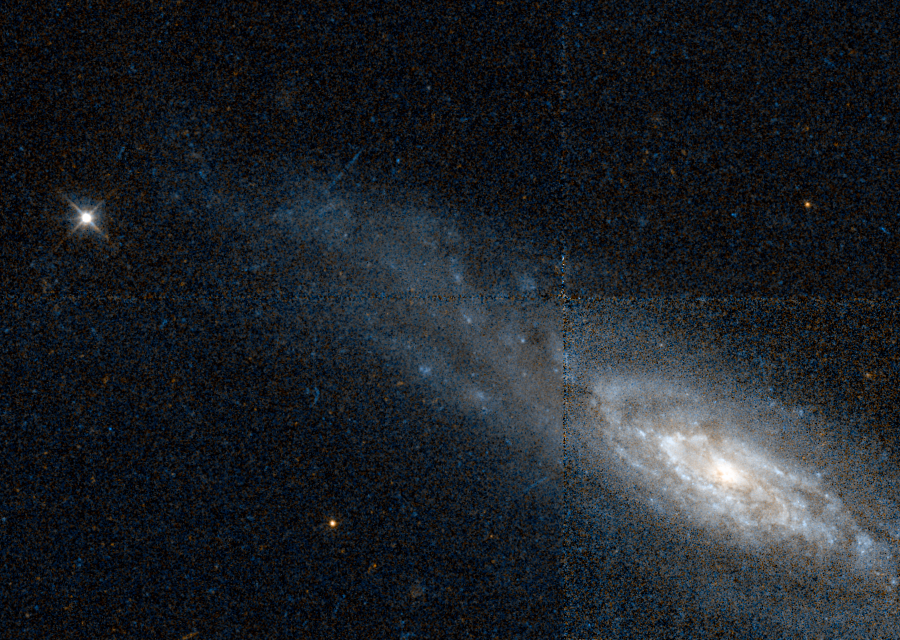
Aufnahme des Hubble-Weltraumteleskops

Das Objekt wurde am 30. August 1785 von William Herschel mit seinem 18,7-Zoll-Spiegelteleskop entdeckt und später von Johan Dreyer in den New General Catalogue aufgenommen.